# Śląskie Towarzystwo Filmowe

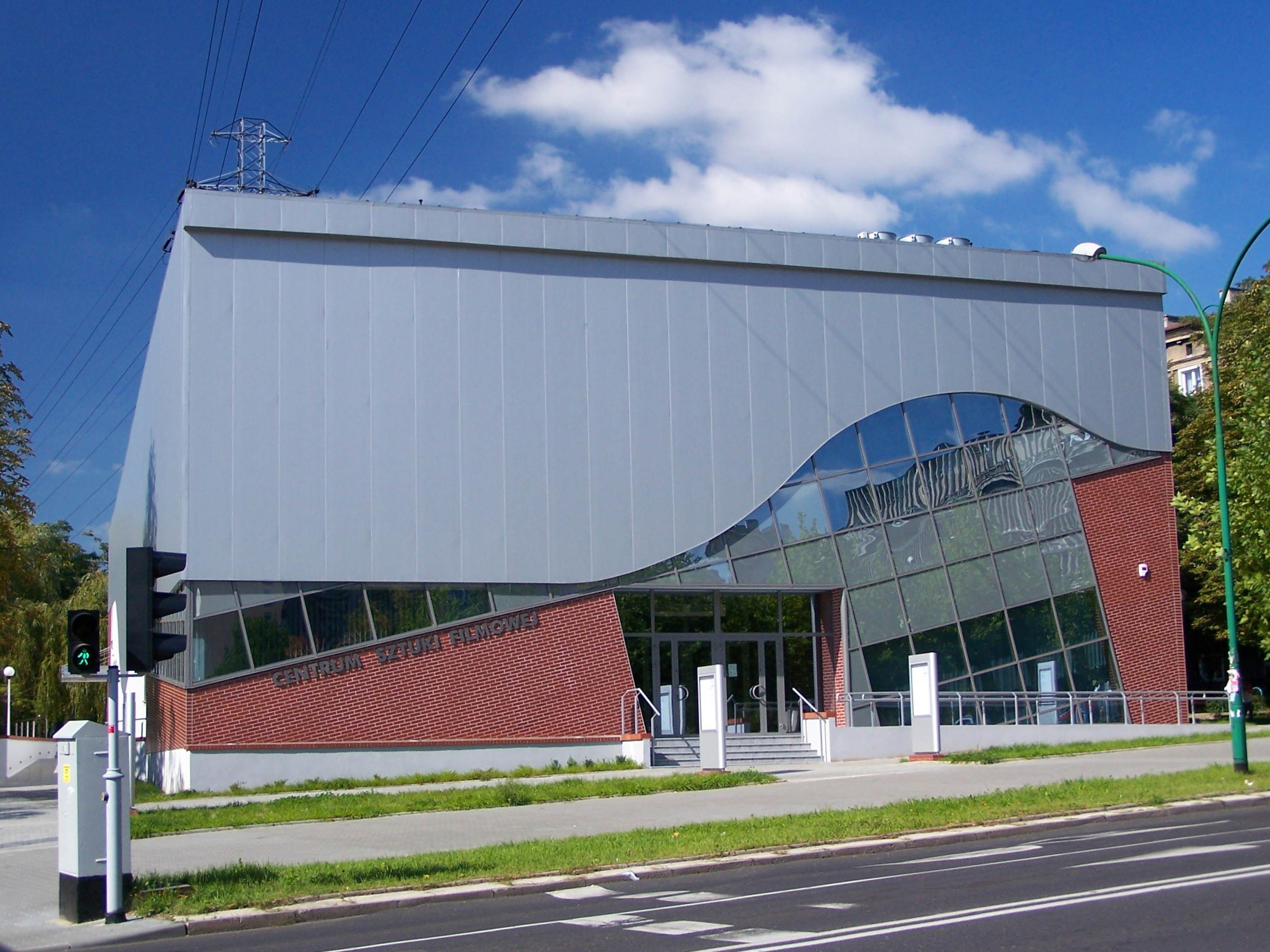
Centrum Sztuki Filmowej przy ul. Sokolskiej na Koszutce w Katowicach

Śląskie Towarzystwo Filmowe – instytucja założona w 1981
roku przez Kazimierza Kutza, która miała i ma do dzisiaj na celu rozwijanie
środowiska filmowego na Górnym Śląsku.
Śląskie Towarzystwo Filmowe miało także w zamierzeniu stworzenie
Centrum Sztuki Filmowej, które miało przechowywać wszelki nagrania filmów o
tematyce regionalnej oraz taśm archiwalnych telewizji Katowice. W projekcie struktury
organizacyjnej ŚTF z 2 lipca 1981 roku pojawiła się
po raz pierwszy Filmoteka Śląska, dla której wyznaczono wtedy trzy zadania:
- gromadzenie silesianów filmowych i zabytków filmowych,
- prowadzenie archiwum filmów związanych z regionem,
- badania nad przeszłością filmową regionu.

Inicjatywa promowania oraz rozwijania tradycji filmowej Śląska zaowocowała powstaniem Centrum Sztuki Filmowej, które pojawiło się w miejscu Kina „Kosmos”, stworzone 6
października 2006 roku.